# غلامرضا اسپهبدی
غلامرضا اسپهبدی سیاست‌مدار ایرانی بود، که در  دوره بیستم   بعنوان نماینده ساری در مجلس شورای ملی حضور داشت.